# Martin Wierig
Martin Wierig (ur. 10 czerwca 1987 w Beckendorf-Neindorf) – niemiecki lekkoatleta, dyskobol.
Lekkoatletyczną karierę rozpoczynał od biegów sprinterskich oraz płotkarskich. Jako junior notował sukcesy w pchnięciu kulą (w kategoriach juniorskich medale mistrzostw kraju i reprezentowanie kraju w meczach międzypaństwowych, 16. lokata w mistrzostwach Europy juniorów). Od 2007 występuje już tylko w konkursach rzutu dyskiem. Uczestnik mistrzostw świata w Pekinie (2015) i Europy w Amsterdamie (2016), w których odpadał w eliminacjach.

## Osiągnięcia
| Rok  | Impreza                                 | Miejsce    | Pozycja            | Wynik |
| ---- | --------------------------------------- | ---------- | ------------------ | ----- |
| 2003 | Olimpijski Festiwal Młodzieży Europy    | Paryż      | 6. miejsce         | 54,09 |
| 2004 | Mistrzostwa świata juniorów             | Grosseto   | 8. miejsce         | 57,88 |
| 2005 | Mistrzostwa Europy juniorów             | Kowno      | 3. miejsce         | 59,04 |
| 2006 | Mistrzostwa świata juniorów             | Pekin      | 3. miejsce         | 62,17 |
| 2007 | Zimowy puchar Europy                    | Jałta      | 4. miejsce         | 56,62 |
| 2007 | Młodzieżowe mistrzostwa Europy          | Debreczyn  | 1. miejsce         | 61,10 |
| 2009 | Młodzieżowe mistrzostwa Europy          | Kowno      | 3. miejsce         | 59,12 |
| 2010 | Mistrzostwa Europy                      | Barcelona  | 7. miejsce         | 63,32 |
| 2011 | Mistrzostwa świata                      | Daegu      | el. – 18. miejsce  | 61,68 |
| 2012 | Zimowy puchar Europy w rzutach          | Bar        | 1. miejsce w gr. B | 62,44 |
| 2012 | Mistrzostwa Europy                      | Helsinki   | el. – 15. miejsce  | 61,34 |
| 2012 | Igrzyska olimpijskie                    | Londyn     | 6. miejsce         | 65,85 |
| 2013 | Mistrzostwa świata                      | Moskwa     | 4. miejsce         | 65,02 |
| 2014 | Mistrzostwa Europy                      | Zurych     | 11. miejsce        | 60,82 |
| 2015 | Superliga drużynowych mistrzostw Europy | Czeboksary | 2. miejsce         | 60,23 |
| 2015 | Mistrzostwa świata                      | Pekin      | el. – 19. miejsce  | 61,35 |
| 2016 | Mistrzostwa Europy                      | Amsterdam  | el. – 14. miejsce  | 63,60 |
| 2017 | Mistrzostwa świata                      | Londyn     | el. –              | NM    |
| 2019 | Mistrzostwa świata                      | Doha       | 8. miejsce         | 64,98 |
| 2022 | Mistrzostwa świata                      | Eugene     | el. – 17. miejsce  | 62,28 |
| 2022 | Mistrzostwa Europy                      | Monachium  | el. –              | DNS   |

## Rekordy życiowe
- Rzut dyskiem – 68,33 (2012)